# انجمن جهانی روانکاوی
انجمن جهانی روانکاوی World Association of Psychoanalysis (WAP) یا Association mondiale de psychanalyse (AMP) توسط ژک الن میلر در بوینوس آیرس در تاریخ ۳ ژانویه ۱۹۹۲ تأسیس شد و ۴ روز بعد در تاریخ ۷ ژانویه در پاریس اعلان شد. اساسنامه آن از «قانون تأسیس» ژک لکان الگوگیری شده بود و قواعدی را بکار گرفت که در «طرح» لکان برای pass مشخص شده بود.
انجمن جهانی روانکاوی، اکول آرمان فرویدی ECF (فرانسه)، اکول جهت‌گیری لکانی (آرژانتین)، اکول لکانی روانکاوی در عرصه فرویدی (اسپانیا)، اکول لکانی روانکاوی (ایتالیا)، فدراسیون اروپایی اکول‌های انجمن جهانی روانکاوی، اکول برزیلی روانکاوی (برزیل)، اکول جدید لکانی (آمریکای لاتین)، و اکول جدید لکانی [NLS] را گرد هم می‌آورد.
با داشتن ۱۸۵۴ عضو در سراسر جهان، WAP بزرگترین ساختار سازمانی در جهان است که به تعلیم و تربیت روانکاو در جهت‌گیری لکانی اختصاص داده شده‌است. دکتر میترا کدیور تنها روانکاو ایرانی دارای عضویت در انجمن جهانی روانکاوی است.

## رؤسا
- ژک الن میلر ۲۰۰۲–۱۹۹۲
- گراسیلا برودسکی ۲۰۰۶–۲۰۰۲
- اریک لورن ۲۰۱۰–۲۰۰۶
- لئوناردو گوروستیزا ۲۰۱۴–۲۰۱۰
- میگوئل باسولز ۲۰۱۸–۲۰۱۴

## کنگره‌های بین‌المللی
در سال ۱۹۹۴ و ۱۹۹۶ اعضای WAP در «مجامع» گرد هم می‌آمدند. از سال ۱۹۹۸ گردهمایی‌های بین‌المللی شکل کنگره به خود گرفت.
| شماره | سال  | شهر         | رئیس               | موضوع                                                                   |
| ----- | ---- | ----------- | ------------------ | ----------------------------------------------------------------------- |
| ۱     | ۱۹۹۸ | بارسلونا    | ژاک-آلن میلر       |                                                                         |
| ۲     | ۲۰۰۰ | بوینوس آیرس | ژک الن میلر        |                                                                         |
| ۳     | ۲۰۰۲ | بروکسل      | ژک الن میلر        | «اثرات تعلیم و تربیت در روانکاوی: جایگاه، آرمان‌ها و پارادوکس‌های آنها»   |
| ۴     | ۲۰۰۴ | کومانداتوبا | گراسیلا برودسکی    | «کار روانکاوی لکانی: بدون استاندارد اما نه بدون قواعد»                  |
| ۵     | ۲۰۰۶ | رم          | گراسیلا برودسکی    | «نام پدر؛ سر کردن بدون آن، استفاده کردن از آن»                          |
| ۶     | ۲۰۰۸ | بوینوس آیرس | اریک لورن          | «ابژه‌های a در تجربه روانکاوی»                                           |
| ۷     | ۲۰۱۰ | پاریس       | اریک لورن          | «شکل‌های ظاهری (سامبلان‌ها) و سنتوم»                                      |
| ۸     | ۲۰۱۲ | بوینوس آیرس | لئوناردو گوروستیزا | «بعد سمبولیک در قرن بیست و یکم: پیامدهای آن برای سمت و سوی درمان چیست؟» |
| ۹     | ۲۰۱۴ | پاریس       | لئوناردو گوروستیزا | «یک واقع برای قرن بیست و یکم»                                           |

متونی که برای کنگره‌ها آماده شده در سایت Scilicet منتشر می‌شود.